# 93.ª edición de los Premios Óscar
La 93.ª edición de los Óscar premió a las mejores películas estrenadas entre enero de 2020 y febrero de 2021. Organizada por la Academia de Artes y Ciencias Cinematográficas, tuvo lugar en la Union Station en la ciudad de Los Ángeles (Estados Unidos) el 25 de abril de 2021. Fue la primera vez en 19 años en que la ceremonia tuvo lugar fuera del Dolby Theatre, esto debido a las medidas de bioseguridad puestas por la pandemia.
Originalmente programada para el 28 de febrero de 2021, la ceremonia se pospuso dos meses debido al impacto en el cine por la pandemia de COVID-19, lo que permitió extender el período de elegibilidad para los largometrajes hasta el 28 de febrero. Los criterios de elegibilidad ya se habían modificado para tener en cuenta las películas que originalmente se pensaba que tenían un estreno en cines, pero que se publicaron directamente en video o en streaming. Es solo la cuarta vez que se posponen los Premios de la Academia, y la primera desde la 6.ª edición en que las películas seleccionadas fueran estrenadas en dos años diferentes.
La ceremonia marcó por primera vez la presencia de dos mujeres en la categoría de Mejor dirección: Emerald Fennell por Promising Young Woman y Chloé Zhao por Nomadland respectivamente, siendo esta última la ganadora del premio por lo que Zhao se convirtió en la segunda mujer en ganar el Óscar en dicha categoría, desde Kathryn Bigelow quien lo hizo por primera vez en 2010 por la película The Hurt Locker. A sus 83 años Anthony Hopkins se convirtió en el actor de mayor edad en ganar el Óscar como Mejor actor por su interpretación en la película The Father, mientras que Chadwick Boseman  fue nominado por su interpretación en Ma Rainey's Black Bottom siendo el séptimo actor de la historia del Óscar y el cuarto en la categoría de actuación protagónica  masculina en recibir una nominación póstuma. Frances McDormand se convirtió en la séptima persona ganar un  tercer Óscar actoral así como también la segunda actriz  en ganar tres veces la categoría de Mejor actriz.
La película rumana Collective logra dos nominaciones en las categorías de Mejor película internacional y Mejor largometraje documental;  convirtiéndola en el segundo documental en ser nominada para ambos premios; después de Honeyland quien en la edición anterior logró la misma hazaña.
Es la edición donde ninguna película ganó más de tres premios, algo que no sucedía desde la 78.ª ceremonia celebrada en 2006, también se trata de la primera edición en donde la ceremonia no concluyó tradicionalmente con la entrega en la categoría de Mejor película, desde la 44.ª edición celebrada en 1972.

## Información de la ceremonia
Durante la reunión de su junta de gobernadores el 28 de abril, la Academia votó para consolidar la categoría mejor mezcla de sonido y mejor edición de sonido en una sola categoría de mejor sonido (reduciendo el número total de categorías a 23). El grupo de sonidistas había expresado su preocupación por el hecho de que el alcance de las dos categorías se superpusiera demasiado. Las reglas para la categoría mejor banda sonora original ahora requieren que la banda sonora incluya un mínimo del 60% de música original mientras que las películas de franquicia y/o secuelas deben tener un mínimo del 80% de música nueva. Por primera vez, la votación preliminar para mejor película internacional también estará abierta a todos los miembros votantes de la Academia.
Como parte de las iniciativas ambientales, la distribución de artículos físicos/impresos como copias screener, guiones y CD de música se suspenderá después de la 93.ª entrega de los Premios de la Academia. Los evaluadores serán atendidos únicamente a través del servicio de transmisión "Academy Screening Room", futuro sitio exclusivo para miembros.
El 8 de diciembre de 2020 Jesse Collins, Stacey Sher y Steven Soderbergh fueron nombrados productores de la ceremonia.

### Impacto por la pandemia de COVID-19
Se espera que la pandemia de COVID-19 y su impacto en la industria cinematográfica, incluidas las interrupciones en la producción cinematográfica y los cierres de cines en todo el país debido a restricciones al comercio y reuniones públicas, tengan un gran impacto en los Premios de la Academia. En particular, los Premios de la Academia requieren que las películas hayan sido estrenadas en cines en el año calendario anterior, en al menos un cine en el Condado de Los Ángeles durante al menos siete días con tres proyecciones por día, para ser elegibles. Los Premios Globo de Oro habían cambiado sus criterios para su edición de 2021 para permitir que las películas originalmente programadas para tener un "estreno en cines de buena fe" en Los Ángeles entre el 15 de marzo y el 30 de abril fueran elegibles si se estrenaban directo a streaming. En lo que respecta a los Oscar, la Academia afirmó que estaba "en proceso de evaluar todos los aspectos de este panorama incierto y qué cambios pueden ser necesarios".
La AMPAS retrasó la reunión de su junta de gobernadores hasta el 28 de abril,  donde votó para permitir temporalmente que las películas se publiquen por primera vez a través de una contraseña protegida (que cubre servicios de suscripción como Amazon Video, Disney+ y Netflix) o vídeo bajo demanda puedan ser elegibles para nominaciones en los 93o Premios de la Academia, si originalmente estaban programados para su estreno en cines, y se cargan en el servicio de proyección en línea de AMPAS dentro de los 60 días posteriores a su estreno público. El requisito anterior de un estreno en cines de siete días se restablecerá una vez que los cines hayan reanudado suficientemente sus operaciones. Para facilitar el cumplimiento de los criterios, también se permitirá que se realicen exámenes elegibles en otras ciudades importantes además de Los Ángeles, específicamente en Atlanta, Chicago, Miami, la ciudad de Nueva York y el Área de la Bahía de San Francisco.
Se habló de posponer o incluso cancelar la próxima ceremonia. El 15 de junio de 2020 la Academia anunció que la ceremonia se retrasaría dos meses desde el 28 de febrero de 2021 hasta el 25 de abril de 2021, y que los períodos de elegibilidad para los largometrajes se extenderían hasta el 28 de febrero de 2021. En una declaración conjunta, el presidente y director ejecutivo de AMPAS, David Rubin y Dawn Hudson explicaron que "durante más de un siglo, las películas han jugado un papel importante en consolarnos, inspirarnos y entretenernos durante los tiempos más oscuros. Este año nuestra esperanza, al extender el período de elegibilidad y la fecha de los premios, es brindar la flexibilidad que los cineastas necesitan para terminar y lanzar sus películas sin ser penalizados por algo que está fuera del control de nadie". Tras el anuncio, los Premios BAFTA también se trasladaron de febrero a abril, y los Globos de Oro tomaron la fecha anterior de los Oscar al trasladarse al 28 de febrero.
El 7 de octubre de 2020 la Academia emitió una aclaración sobre sus criterios de elegibilidad, indicando que una semana de proyecciones nocturnas en un autocine dentro de las ciudades antes mencionadas también sería elegible.
El 1 de diciembre de 2020, un representante de la Academia dijo a Variety que una ceremonia en persona "sucederá", en contraposición a un formato completamente remoto o híbrido (como fue utilizado por los Premios Primetime Emmy de 2020, donde el anfitrión y los presentadores de premios estuvieron presentes en el lugar, pero todos los nominados aparecieron desde lugares remotos).
El evento se realizó el 25 de abril del 2021, pero la pandemia de COVID-19 afectó fuerte la ceremonia y a la industria que premia, porque la falta de grandes estrenos durante el año anterior, impactó en el interés de la gente por ver ceremonia, que tuvo una pérdida del 58 por ciento de la audiencia comparada con el año anterior.

## Premios y nominaciones

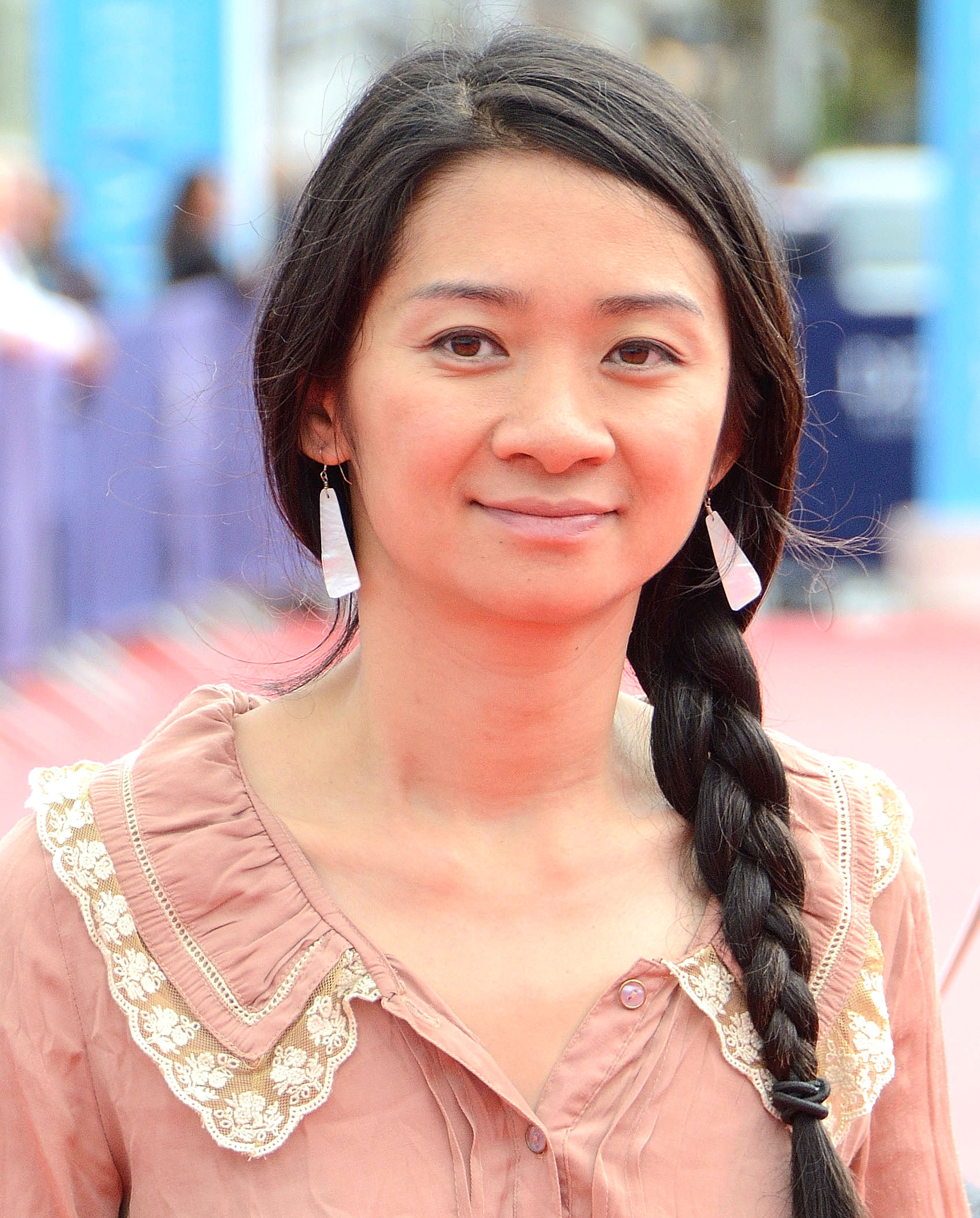
Chloé Zhao, Ganadora de los Óscar a mejor película y mejor director por Nomadland.

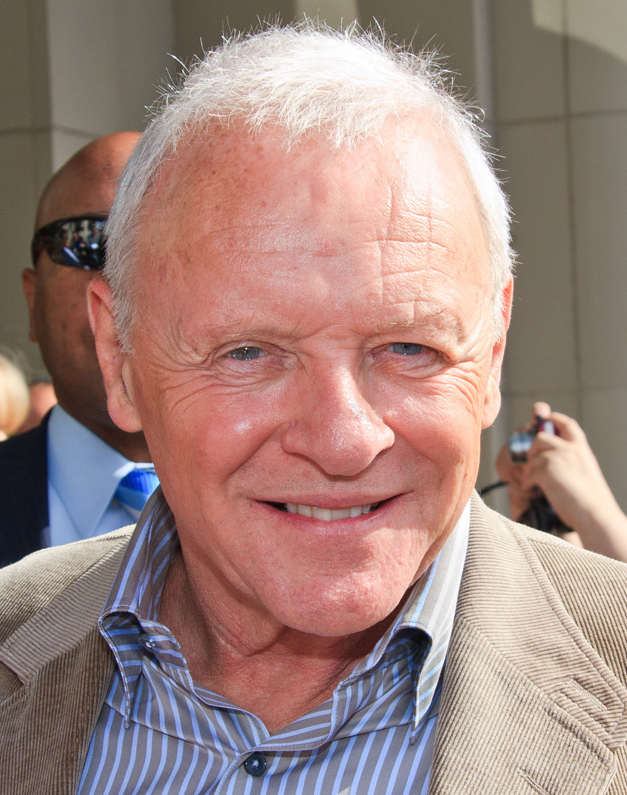
Anthony Hopkins, Ganador del Óscar a mejor actor por The Father.

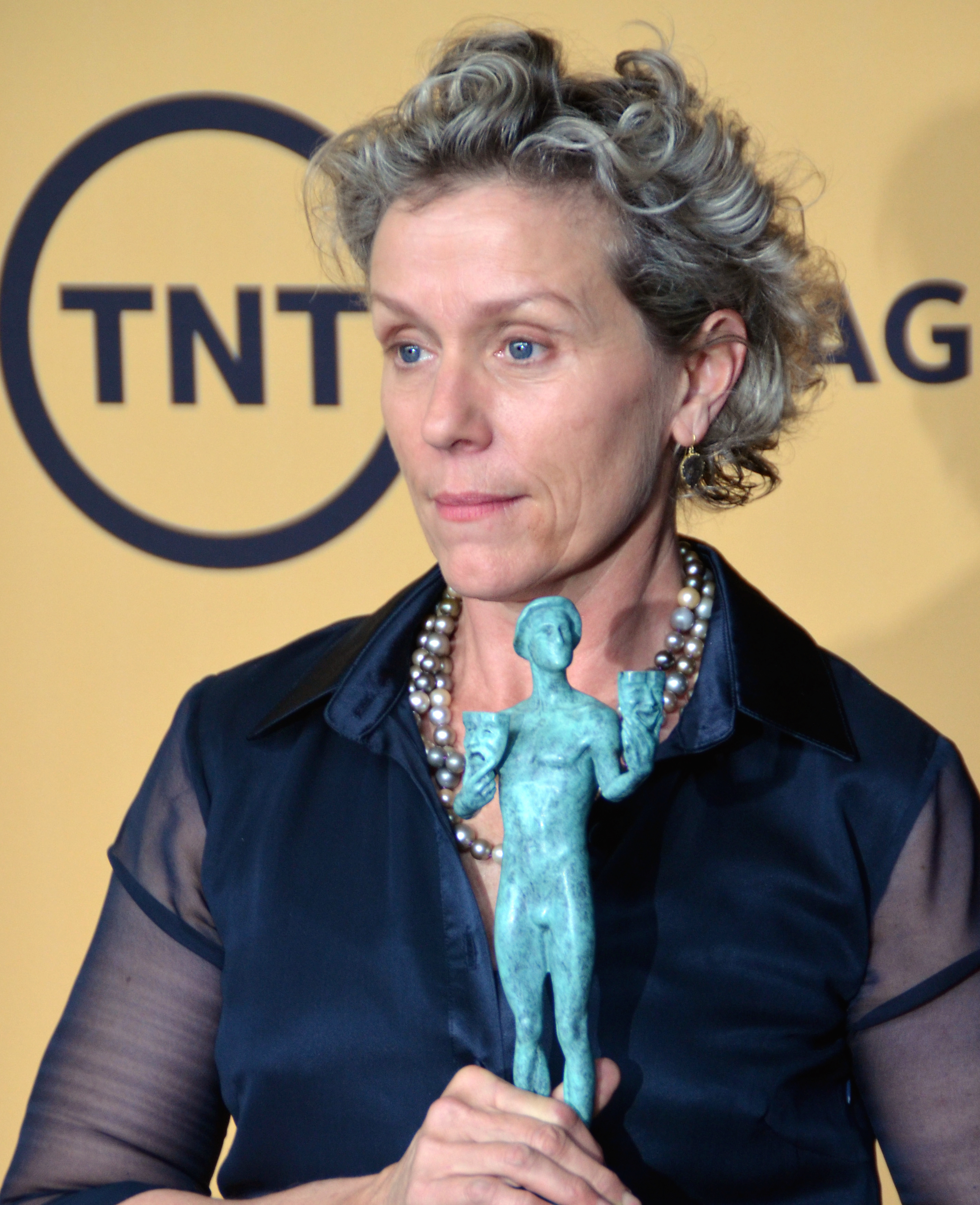
Frances McDormand, Ganadora de los Óscar a mejor película y mejor actriz por Nomadland.

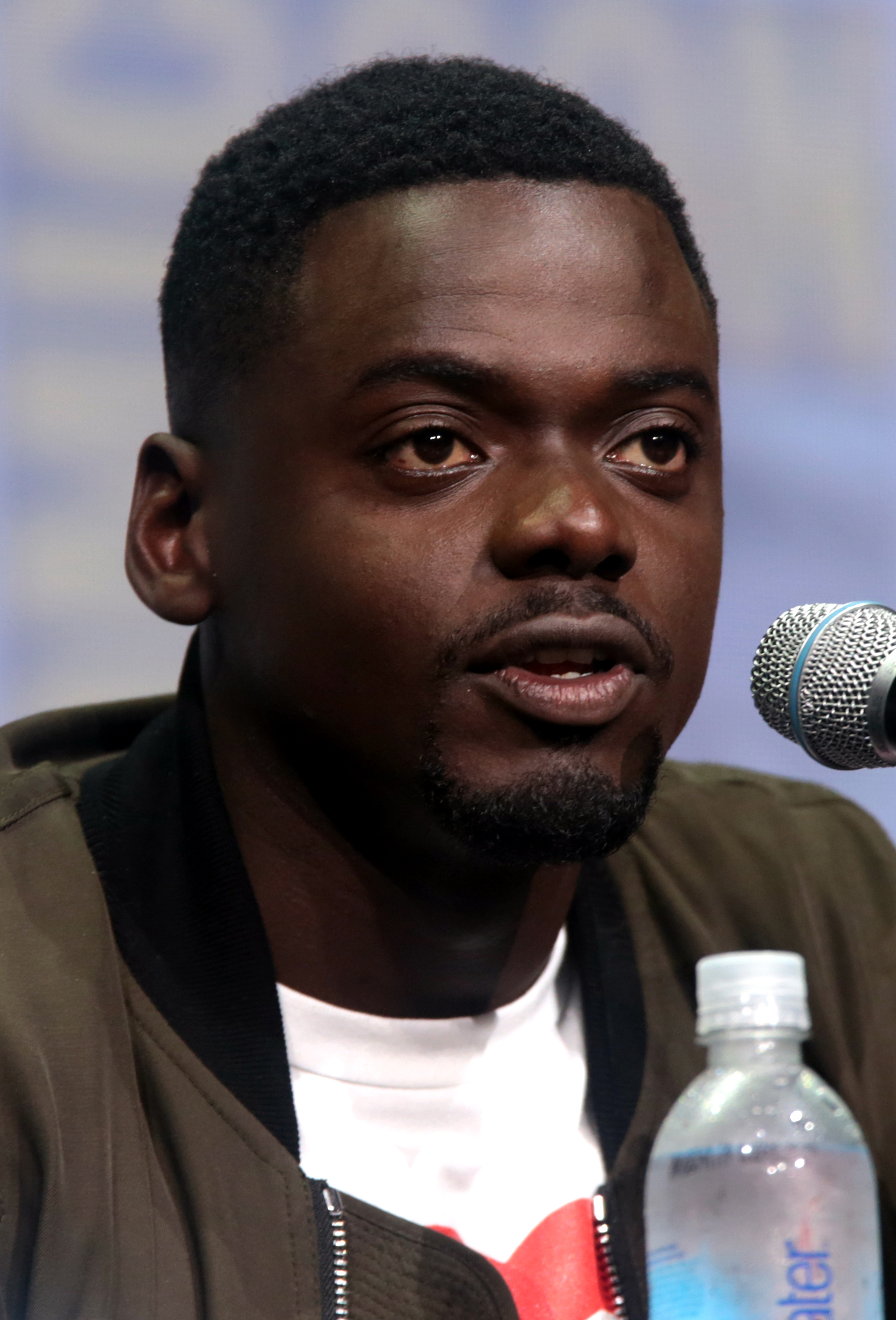
Daniel Kaluuya, Ganador de Óscar a mejor actor de reparto Judas and the Black Messiah.

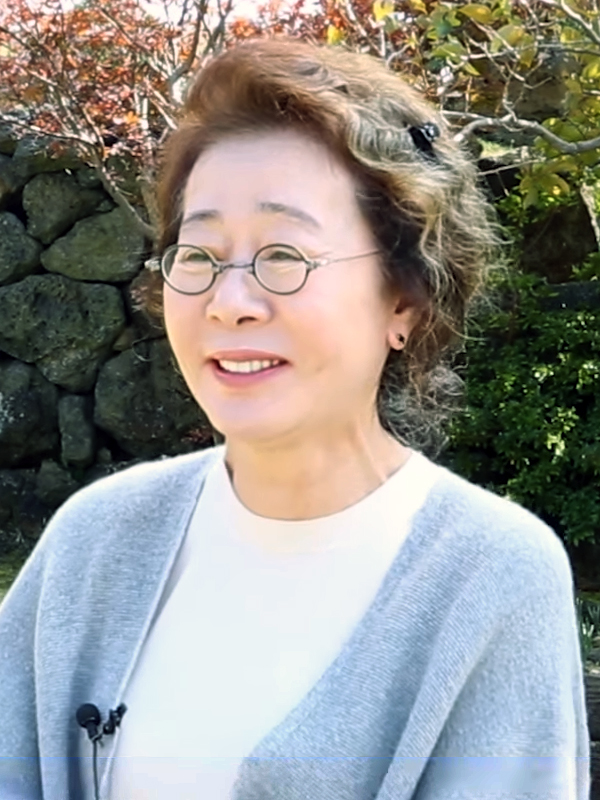
Youn Yuh-jung, Ganadora del Óscar a mejor actriz de reparto por Minari.

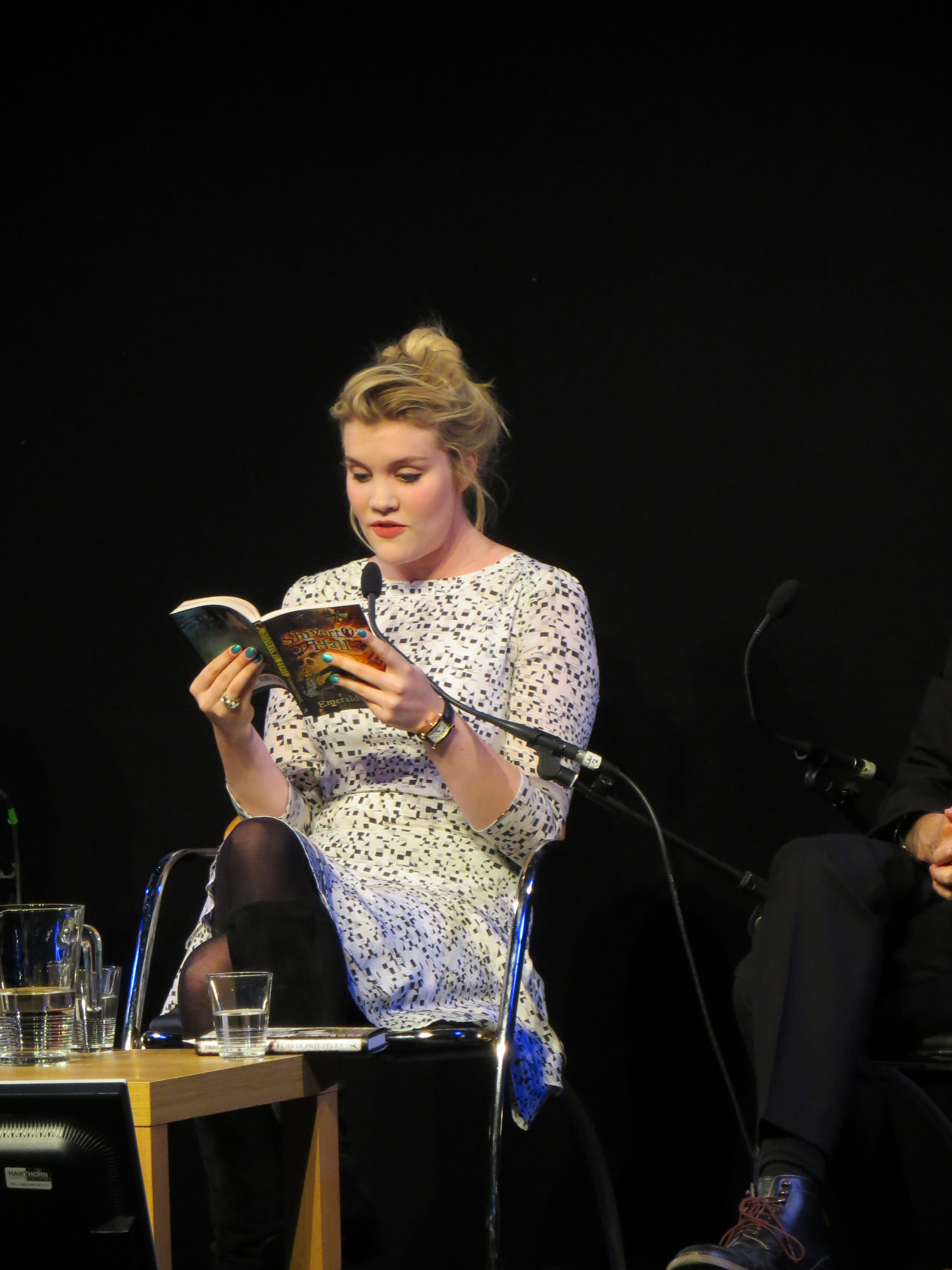
Emerald Fennell, Ganadora del Óscar a mejor guion original por Promising Young Woman.

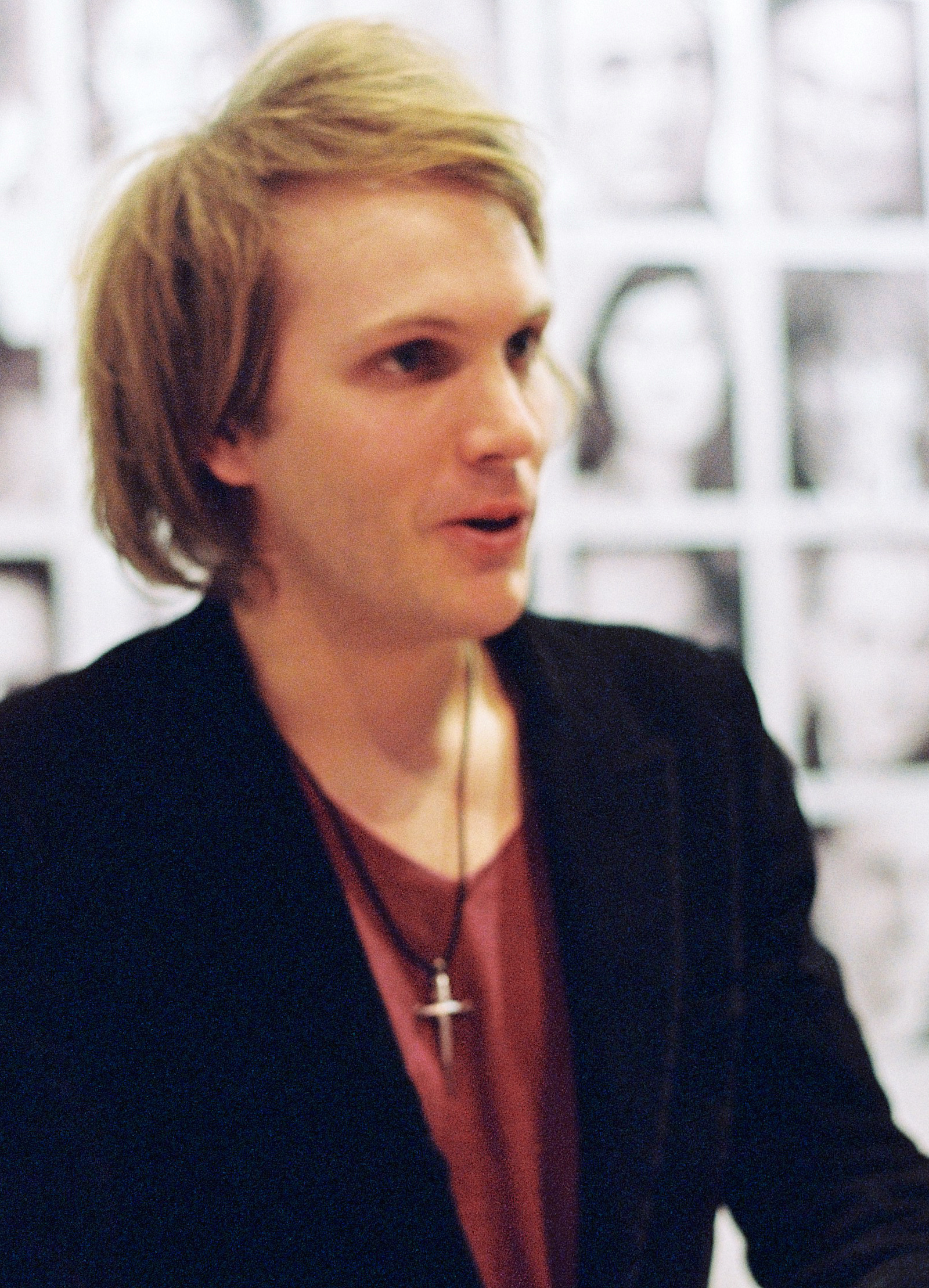
Florian Zeller, Ganador del Óscar a mejor guion adaptado por The Father.

El 15 de marzo de 2021, a través de una retransmisión en vivo seguida en tiempo real desde la página web y redes sociales de la Academia, se anunciaron los nominados a los 93.° Premios Óscar. Los encargados de hacer el anuncio fueron la actriz Priyanka Chopra y el cantante Nick Jonas. La película Mank lidera la edición con 10 candidaturas, seguida por The Father, Judas and the Black Messiah, Minari, Sound of Metal, El juicio de los 7 de Chicago y Nomadland con seis nominaciones cada una.
 Indica el ganador dentro de cada categoría, mostrado al principio y resaltado en negritas. A continuación se listan los nominados al Óscar:
| Mejor película Presentado por: Rita Moreno - Nomadland – Frances McDormand, Peter Spears, Mollye Asher, Dan Janvey, y Chloé Zhao - The Father – David Parfitt, Jean-Louis Livi, y Philippe Carcassonne - Judas and the Black Messiah – Sasha King, Charles D. King, y Ryan Coogler - Mank – Ceán Chaffin, Eric Roth, y Douglas Urbanski - Minari – Christina Oh - Promising Young Woman – Ben Browning, Ashley Fox, Emerald Fennell, y Josey McNamara - Sound of Metal – Bert Hamelinck y Sacha Ben Harroche - El juicio de los 7 de Chicago – Marc E. Platt y Stuart M. Besser | Mejor director Presentado por: Bong Joon-ho - Chloé Zhao – Nomadland - Thomas Vinterberg – Otra ronda - David Fincher – Mank - Lee Isaac Chung – Minari - Emerald Fennell – Promising Young Woman |
| Mejor actor Presentado por: Joaquin Phoenix - Anthony Hopkins – The Father, como Anthony - Riz Ahmed – Sound of Metal, como Ruben Stone - Chadwick Boseman (Póstumo) – Ma Rainey's Black Bottom, como Levee - Gary Oldman – Mank, como Herman J. Mankiewicz - Steven Yeun – Minari, como Jacob Yi | Mejor actriz Presentado por: Renée Zellweger - Frances McDormand – Nomadland, como Fern - Viola Davis – Ma Rainey's Black Bottom, como Ma Rainey - Andra Day – The United States vs. Billie Holiday, como Billie Holiday - Vanessa Kirby – Pieces of a Woman, como Martha Weiss - Carey Mulligan – Promising Young Woman, como Cassandra «Cassie» Thomas |
| Mejor actor de reparto Presentado por: Laura Dern - Daniel Kaluuya – Judas and the Black Messiah, como Fred Hampton - Sacha Baron Cohen – El juicio de los 7 de Chicago, como Abbie Hoffman - Leslie Odom Jr. – One Night in Miami..., como Sam Cooke - Paul Raci – Sound of Metal, como Joe - Lakeith Stanfield – Judas and the Black Messiah, como William "Bill" O'Neal | Mejor actriz de reparto Presentado por: Brad Pitt - Youn Yuh-jung – Minari, como Soon-ja - Maria Bakalova – Borat Subsequent Moviefilm, como Tutar Sagdiyev - Glenn Close – Hillbilly Elegy, como Bonnie "Mamaw" Vance - Olivia Colman – The Father, como Anne - Amanda Seyfried – Mank, como Marion Davies |
| Mejor guion original Presentado por: Regina King - Promising Young Woman – Emerald Fennell - Judas and the Black Messiah – Will Berson y Shaka King - Minari – Lee Isaac Chung - Sound of Metal – Darius Marder y Abraham Marder - El juicio de los 7 de Chicago – Aaron Sorkin | Mejor guion adaptado Presentado por: Regina King - The Father – Christopher Hampton y Florian Zeller; basado en la obra de teatro del mismo nombre, del propio Zeller - Borat Subsequent Moviefilm – Sacha Baron Cohen, Anthony Hines, Dan Swimer, Peter Baynham, Erica Rivinoja, Dan Mazer, Jena Friedman, y Lee Kern; historia de Sacha Baron Cohen, Anthony Hines, Dan Swimer, y Nina Pedrad basado en las elecciones presidenciales de 2020 y la pandemia de COVID-19 - Nomadland – Chloé Zhao; basado en el libro Nomadland: Surviving America in the Twenty-First Century, escrito por Jessica Bruder - One Night in Miami... – Kemp Powers; basado en su obra de teatro - The White Tiger – Ramin Bahrani; basado en la novela del mismo nombre escrita por Aravind Adiga |
| Mejor película de animación Presentado por: Reese Witherspoon - Soul – Pete Docter y Dana Murray - Onward – Dan Scanlon y Kori Rae - Más allá de la luna – Glen Keane, Gennie Rim y Peilin Chou - A Shaun the Sheep Movie: Farmageddon – Richard Phelan, Will Becher y Paul Kewley - Wolfwalkers – Tomm Moore, Ross Stewart, Paul Young y Stéphan Roelants | Mejor película internacional Presentado por: Laura Dern - Another Round (Dinamarca) – Thomas Vinterberg - Better Days (Hong Kong) – Derek Tsang - Collective (Rumania) – Alexander Nanau - The Man Who Sold His Skin (Túnez) – Kaouther Ben Hania - Quo Vadis, Aida? (Bosnia y Herzegovina) – Jasmila Žbanić |
| Mejor largometraje documental Presentado por: Marlee Matlin - My Octopus Teacher – Pippa Ehrlich, James Reed y Craig Foster - Collective – Alexander Nanau y Bianca Oana - Crip Camp – Nicole Newnham, James LeBrecht y Sara Bolder - El agente topo – Maite Alberdi y Marcela Santibáñez - Time – Garrett Bradley, Lauren Domino y Kellen Quinn | Mejor cortometraje documental Presentado por: Marlee Matlin - Colette – Anthony Giacchino y Alice Doyard - A Concerto is a Conversation – Ben Proudfoot y Kris Bowers - Do Not Split – Anders Sømme Hammer y Charlotte Cook - Hunger Ward – Skye Fitzgerald y Michael Scheuerman - A Love Song for Latasha – Sophia Nahli Allison y Janice Duncan |
| Mejor cortometraje Presentado por: Riz Ahmed - Two Distant Strangers – Travon Free y Martin Desmond Roe - Feeling Through – Doug Roland y Susan Ruzenski - The Letter Room – Elvira Lind y Sofia Sondervan - The Present – Farah Nabulsi - White Eye – Tomer Shushan y Shira Hochman | Mejor cortometraje animado Presentado por: Reese Witherspoon - If Anything Happens I Love You – Will McCormack y Michael Govier - Burrow – Madeline Sharafian y Michael Capbarat - Genius Loci – Adrien Mérigeau y Amaury Ovise - Opera – Erick Oh - Yes-People – Gísli Darri Halldórsson y Arnar Gunnarsson |
| Mejor banda sonora Presentado por: Zendaya - Soul – Trent Reznor, Atticus Ross y Jon Batiste - Da 5 Bloods – Terence Blanchard - Mank – Trent Reznor y Atticus Ross - Minari – Emile Mosseri - News of the World – James Newton Howard | Mejor canción original Presentado por: Zendaya - «Fight for You» de Judas and the Black Messiah – Música: H.E.R. and Dernst Emile II Letra: H.E.R. and Tiara Thomas - «Hear My Voice» de El juicio de los 7 de Chicago – Música: Daniel Pemberton Letra: Daniel Pemberton y Celeste Waite - «Húsavik» de Festival de la Canción de Eurovisión: La historia de la saga del fuego – Letra y música: Savan Kotecha, Fat Max Gsus y Rickard Göransson - «Io Sì (Seen)» de La vita davanti a sé – Música: Diane Warren Letra: Diane Warren y Laura Pausini - «Speak Now» de One Night in Miami... – Letra y música: Leslie Odom Jr. y Sam Ashworth |
| Mejor sonido Presentado por: Riz Ahmed - Sound of Metal – Nicolas Becker, Jaime Baksht, Michelle Couttolenc, Carlos Cortés y Philip Bladh - Greyhound – Warren Shawn, Michael Minkler, Beau Borders y David Wyman - Mank – Ren Klyce, Jeremy Molod, David Parker, Nathan Nance y Drew Kunin - News of the World – Oliver Tarney, Mike Prestwood Smith, William Miller y Jhon Pritchett - Soul – Ren Klyce, Coya Elliott y David Parker | Mejor fotografía Presentado por: Halle Berry - Mank – Erik Messerschmidt - El juicio de los 7 de Chicago – Phedon Papamichael - Judas and the Black Messiah – Sean Bobbitt - News of the World – Dariusz Wolski - Nomadland – Joshua James Richards |
| Mejor diseño de producción Presentado por: Halle Berry - Mank – Diseño de Producción: Donald Graham Burt. Decorados: Jan Pascale - The Father – Diseño de Producción: Peter Francis. Decorados: Cathy Featherstone - Ma Rainey's Black Bottom – Diseño de Producción: Mark Ricker. Decorados: Karen O’Hara y Diana Stoughton - News of the World – Diseño de Producción: David Crank. Decorados: Elizabeth Keenan - Tenet – Diseño de Producción: Nathan Crowley. Decorados: Kathy Lucas                                                                                        | Mejor montaje Presentado por: Harrison Ford - Sound of Metal — Mikkel E.G. Nielsen - El juicio de los 7 de Chicago — Alan Baumgarten - The Father — Yorgos Lamprinos - Nomadland — Chloé Zhao - Promising Young Woman — Frédéric Thoraval |
| Mejor diseño de vestuario Presentado por: Don Cheadle - Ma Rainey's Black Bottom — Ann Roth - Emma — Alexandra Byrne - Mank — Trish Summerville - Mulan — Bina Daigeler - Pinocho — Massimo Cantini Parrini | Mejor maquillaje y peluquería Presentado por: Don Cheadle - Ma Rainey's Black Bottom — Sergio López-Rivera, Mia Neal y Jamilka Wilson - Emma — Marese Langan, Laura Allen y Claudia Stolze - Hillbilly, una elegía rural — Patricia Dehaney, Eryn Krueger Mekash y Matthew Mungle - Mank — Kimberley Spiteri, Gigi Williams y Colleen LaBaff - Pinocho — Mark Coulier, Dalia Colli y Francesco Pegoretti |
| Mejores efectos visuales Presentado por: Steven Yeun - Tenet — Scott Fisher, Andrew Jackson, Andrew Lockley y David Lee - Love and Monsters — Matt Sloan, Genevieve, Matt Everitt y Brian Cox - Cielo de medianoche — Matt Kasmir, Chris Lawrence, Max Solomon y David Watkins - Mulan — Sean Faden, Steve Ingram, Anders Langlands y Seth Maury - The One and Only Ivan — Santiago Colomo Martinez, Nick Davis, Greg Fisher y Ben Jones | |

## Premios y nominaciones múltiples
| Película                      | Nominaciones | Premios |
| ----------------------------- | ------------ | ------- |
| Mank                          | 10           | 2       |
| Nomadland                     | 6            | 3       |
| The Father                    | 6            | 2       |
| Judas and the Black Messiah   | 6            | 2       |
| Sound of Metal                | 6            | 2       |
| Minari                        | 6            | 1       |
| El juicio de los 7 de Chicago | 6            | 0       |
| Ma Rainey's Black Bottom      | 5            | 2       |
| Promising Young Woman         | 5            | 1       |
| News of the World             | 4            | 0       |
| Soul                          | 3            | 2       |
| One Night in Miami...         | 3            | 0       |
| Otra ronda                    | 2            | 1       |
| Tenet                         | 2            | 1       |
| Borat Subsequent Moviefilm    | 2            | 0       |
| Collective                    | 2            | 0       |
| Emma                          | 2            | 0       |
| Hillbilly, una elegía rural   | 2            | 0       |
| Mulan                         | 2            | 0       |
| Pinocho                       | 2            | 0       |